# Cromemco Bytesaver

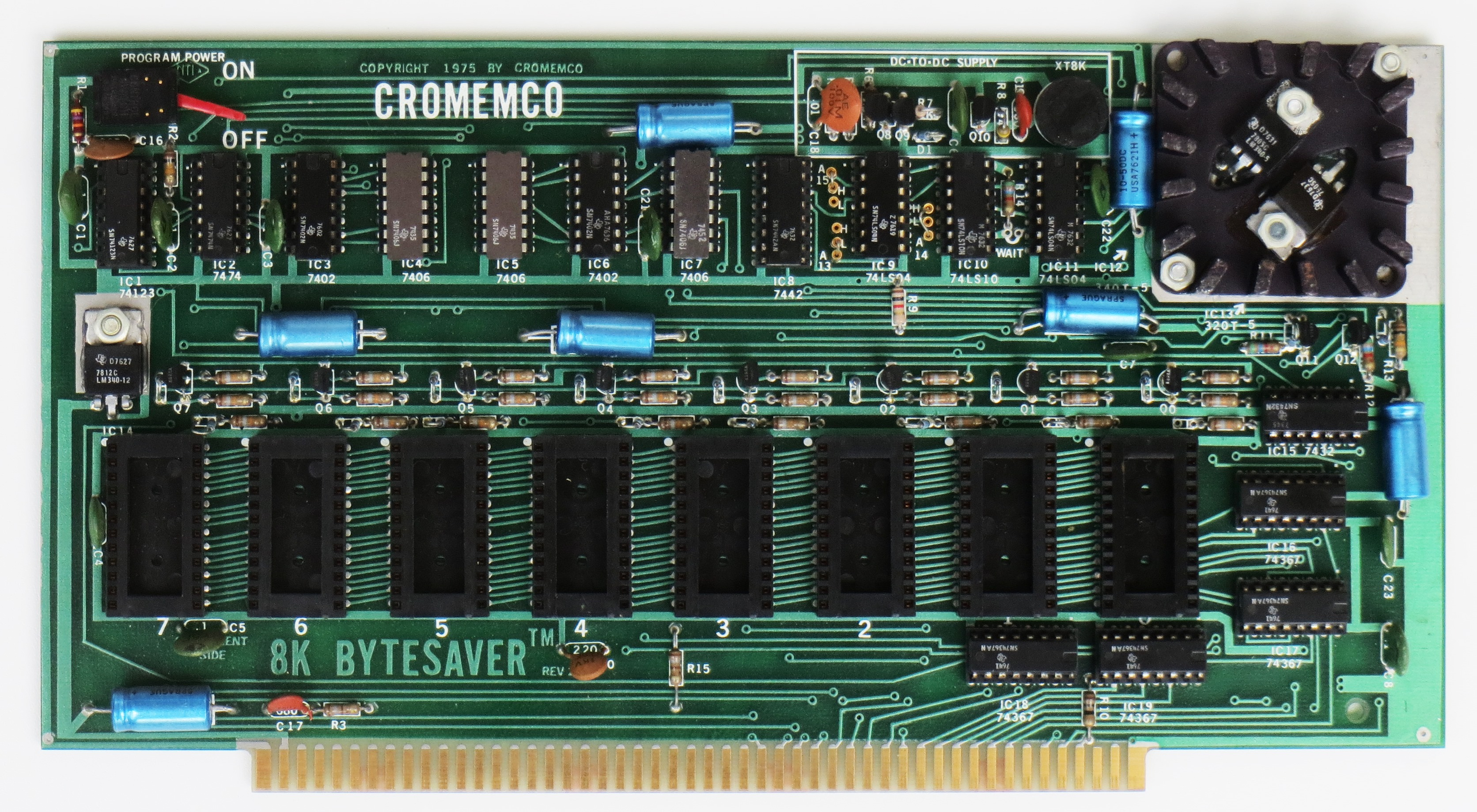
Cromemco 8K Bytesaver (1976)

El Bytesaver, introducido por Cromemco en 1976, fue el primer sistema de memoria no volátil programable para microcomputadoras como la computadora Altair 8800 y otras computadoras basadas en el Bus S-100. El Bytesaver tenía receptáculos para ocho EPROMs 2708 para proveer 8 kB de almacenamiento. El Bytesaver podía programar y leer los EPROMs. El Bytesaver fue la primera alternativa al uso de cinta perforada para almacenar programas informáticos para microcomputadoras, y  era “un gran logro en la tecnología de microcomputadoras”.

## Historia

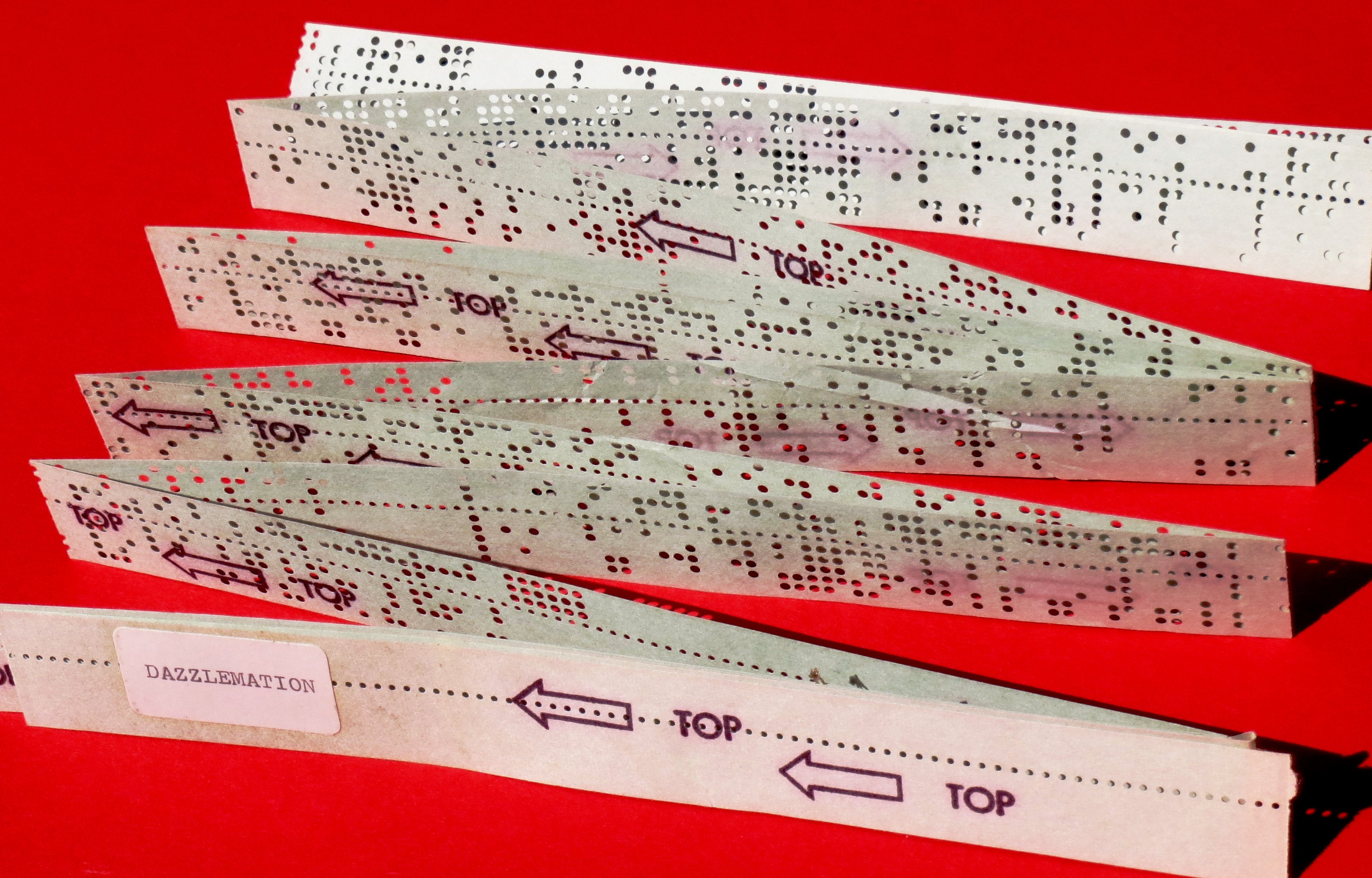
Cinta de papel perforado.

La introducción de la microcomputadora Altair en enero de 1975 lanzó  la revolución de la computadora personal, pero la microcomputadora Altair, en su forma original, no tenía un disco flexible ni un disco duro. Por eso la Altair no podía almacenar programas. Era común usar cinta de papel perforado como el medio de almacenamiento principal.  Según Paul Allen, cofundador de Microsoft, tardó 7 minutos para cargar el programa MS Basic de 8 kB en la microcomputadora Altair desde una cinta de papel perforado.
Para reducir el tiempo para cargar programas y para proveer un medio de almacenamiento más conveniente que la cinta de papel perforado, los fundadores de Cromemco, el Dr. Harry Garland y el Dr. Roger Melen, desarrollaron el primer sistema de almacenamiento de estado sólido para la computadora Altair y otras computadoras basadas en el Bus S-100. 
Este sistema de almacenamiento se llamaba “The Bytesaver” y fue introducido en la revista Byte en febrero de 1976. 
¡El Bytesaver redujo el tiempo para cargar el MS BASIC de 8 kB, de 7 minutos a 1 segundo!

## Tecnología y productos

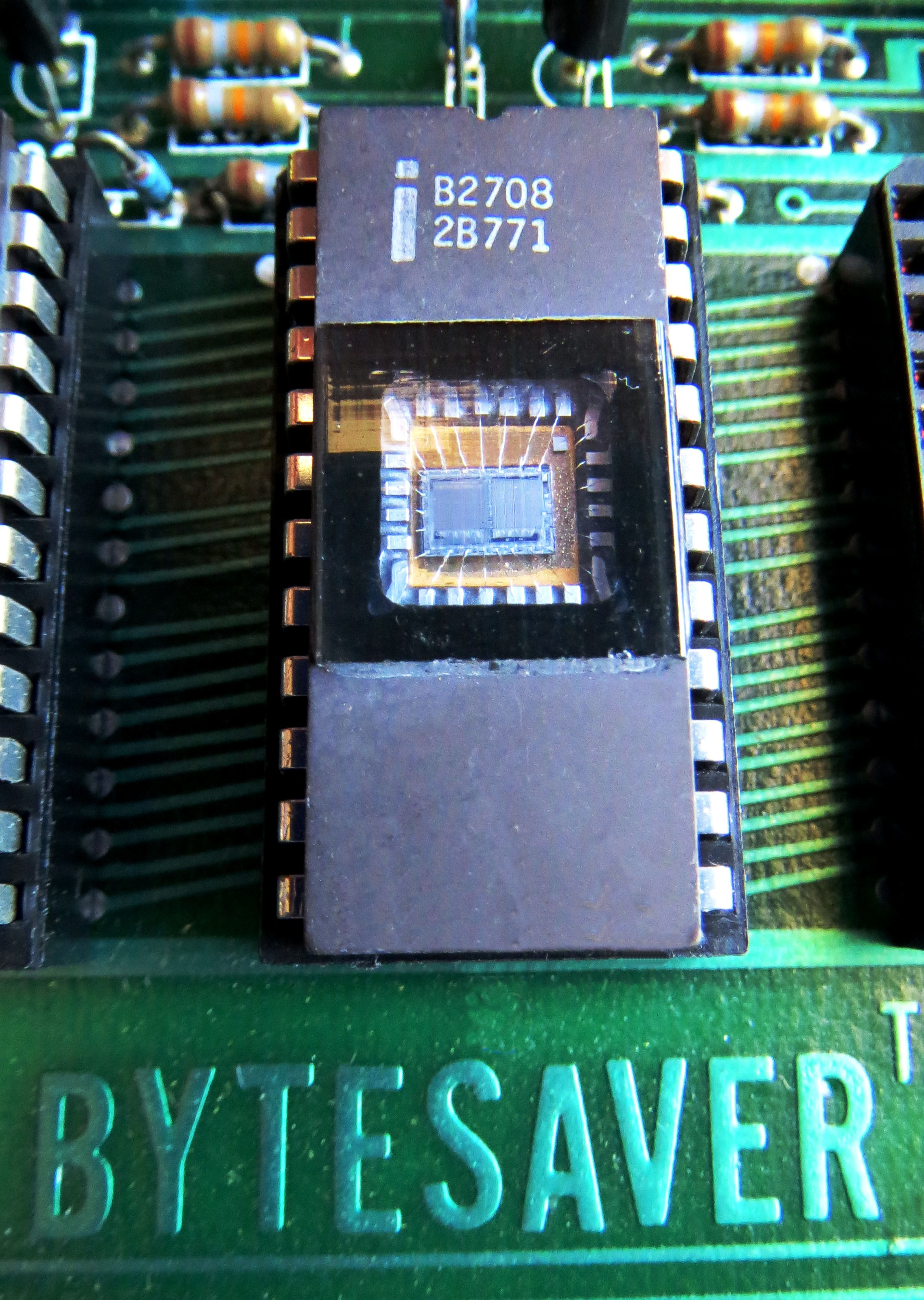
Intel EPROM 2708 en el Bytesaver

El Bytesaver podía programar y leer memoria EPROM, un tipo de chip de memoria ROM no volátil. Había un interruptor en la placa Bytesaver para prevenir programación accidental.   Una vez que el chip fue programado, la información almacenada en el EPROM permanecía en este hasta que el chip era borrado. El chip podía ser borrado mediante una luz ultravioleta sobre el mismo.
El Bytesaver original, llamado el “8K Bytesaver”, usaba el  EPROM 2708. Tenía la capacidad de almacenar 8 KB de información. 
El “Bytesaver II”, como el 8K Bytesaver, usaba el  EPROM 2708.  Pero el Bytesaver II además implementaba conmutación de bancos de memoria, lo que le permitía poner el Bytesaver en uno de 8 los bancos de memoria. Cada banco podía contener 64 kB de memoria.
La placa “16KPR” usaba los EPROMs 2708, pero no tenía la habilidad de programarlos.  La placa 16KPR era una placa de memoria para leer solamente. Podía contener 16 EPROMs, y tenía la capacidad de almacenar 16 kB de información. 
El “32K Bytesaver” usaba los EPROMs 2716. El EPROM 2716 tenía dos veces más almacenamiento que lo que tenía el 2708. El 32K Bytesaver podía contener 16 EPROMs, y por eso ofreció 32 kB de almacenamiento como máximo.
| modelo        | año lanzado | tipo de EPROM | programable | banco de selección | capacidad de almacenamiento |
| ------------- | ----------- | ------------- | ----------- | ------------------ | --------------------------- |
| 8K Bytesaver  | 1976        | 2704/2708     | sí          | no                 | 8 kB                        |
| 16KPR         | 1977        | 2704/2708     | no          | sí                 | 16 kB                       |
| Bytesaver II  | 1978        | 2704/2708     | sí          | sí                 | 8 kB                        |
| 32K Bytesaver | 1979        | 2716          | sí          | sí                 | 32 kB                       |